# Tholensebrug
De Tholensebrug is een brug bij de stad Tholen in de gemeente Tholen in de Nederlandse provincie Zeeland, en bij het dorp Halsteren in de gemeente Bergen op Zoom in de Nederlandse provincie Noord-Brabant. De brug overspant het Schelde-Rijnkanaal en is een stalen boogbrug met aan weerszijden een aanbrug. De hoofdoverspanning is 140 meter en een aanbrug van 122 meter aan de Brabantse kant, en een aanbrug van 333 meter aan de Thoolse kant, zodat het geheel 595 meter lang is. De brug is in gebruik als 80 km/h gebiedsontsluitingsweg N257 (Nieuwe Postweg), plus een gescheiden 60 km/h weg voor lokaal verkeer (Eendrachtsweg).

## Scheepvaart
De Tholensebrug heeft een doorvaartbreedte van 135 meter, en een doorvaarthoogte van +9,76 meter NAP. Omdat in het kanaal het waterpeil normaal iets hoger staat dan NAP is de netto doorvaarthoogte 9,61 meter t.o.v. het kanaalpeil.